# Dictínnies
Les Dictínnies (en grec antic: Δικτύννια) eren un festival de l'antiga Grècia que es feia a Cidònia (Creta) en honor d'Àrtemis Dictinna (Δίκτυννα o Δικτύνναια, derivat de δίκτυον, diktyon 'xarxa de caça o de pesca'), que era també objecte de culte a Esparta i a la ciutat d'Ambrisos, a la Fòcida. No es coneix pràcticament res d'aquestes celebracions.